# Château de la Navette
El château de la Navette, o château de Flixecourt es un château situado en el territorio del municipio de Flixecourt, en el departamento de Somme, al noroeste de Amiens, construido sobre una altura que domina el valle del Nièvre.

## Histórico
Fue Jean-Baptiste Saint, mecenas de la industria del tejido de yute en el valle de Nièvre y director de la fábrica de Saint-Frères, quien consideró la construcción del castillo en 1880, prueba de su éxito social. Murió en 1880 y su viuda, Stéphanie Zambaux, compró el terreno y llevó a cabo la construcción. Encargó su realización al arquitecto de Amiens Paul Delefortrie. El trabajo se llevó a cabo desde 1882 hasta 1886.
El edificio y el parque se ampliaron a principios del XX por Pierre Saint, su hijo.
Ciertos elementos están catalogados como monumentos históricos por orden del 28 de abril de 1980.
- las fachadas y tejados del edificio y la puerta de honor ;
- en el interior, la gran escalera de piedra con balaustres y su techo pintado, el recibidor, los salones grande y pequeño, el comedor grande y pequeño, la sala de billar, el dormitorio-despacho, la cocina en la planta baja, el baño, el dormitorio del caballero, el dormitorio de la esquina y su baño adyacente ;
- las fachadas y cubiertas de las caballerizas (así como su muro balaustrado) y de la torre de agua, el muro de contención con balaustres que cierra el parque a lo largo de la ruta departamental 12.

El parque y el jardín están sujetos a registro por orden del 29 de julio de 2013.

## Características

### Exterior
Está construido en ladrillo y piedra, se compone de un edificio principal con un frente volado y pabellones retranqueados. Sus altos techos franceses están inspirados en los castillos de finales del siglo XVI. En el lado del jardín, el cuerpo de vanguardia octogonal se proyecta más y una torre de inspiración medieval responde al noroeste del pabellón noreste. La decoración exterior ha sido especialmente cuidada : frontón con volutas para las ventanas delanteras, balcones escalonados apoyados en consolas, mascarones, grutescos que revelan el eclecticismo de finales del siglo XIX.

### Interior
La gran escalera de piedra con balaustres con su techo pintado, vestíbulo, salones grandes y pequeños, comedor grande y pequeño, sala de billar, dormitorio-despacho, cocina en la planta baja, baño baños, dormitorio del señor, dormitorio de la esquina, baño contiguo en el Destacan la primera planta, la despensa, la cocina en el sótano.

## El parque
La entrada al parque se realiza a través de la ornamentada puerta principal de hierro forjado. La finca de 1,7 ha está rodeada por un muro de contención con balaustres.

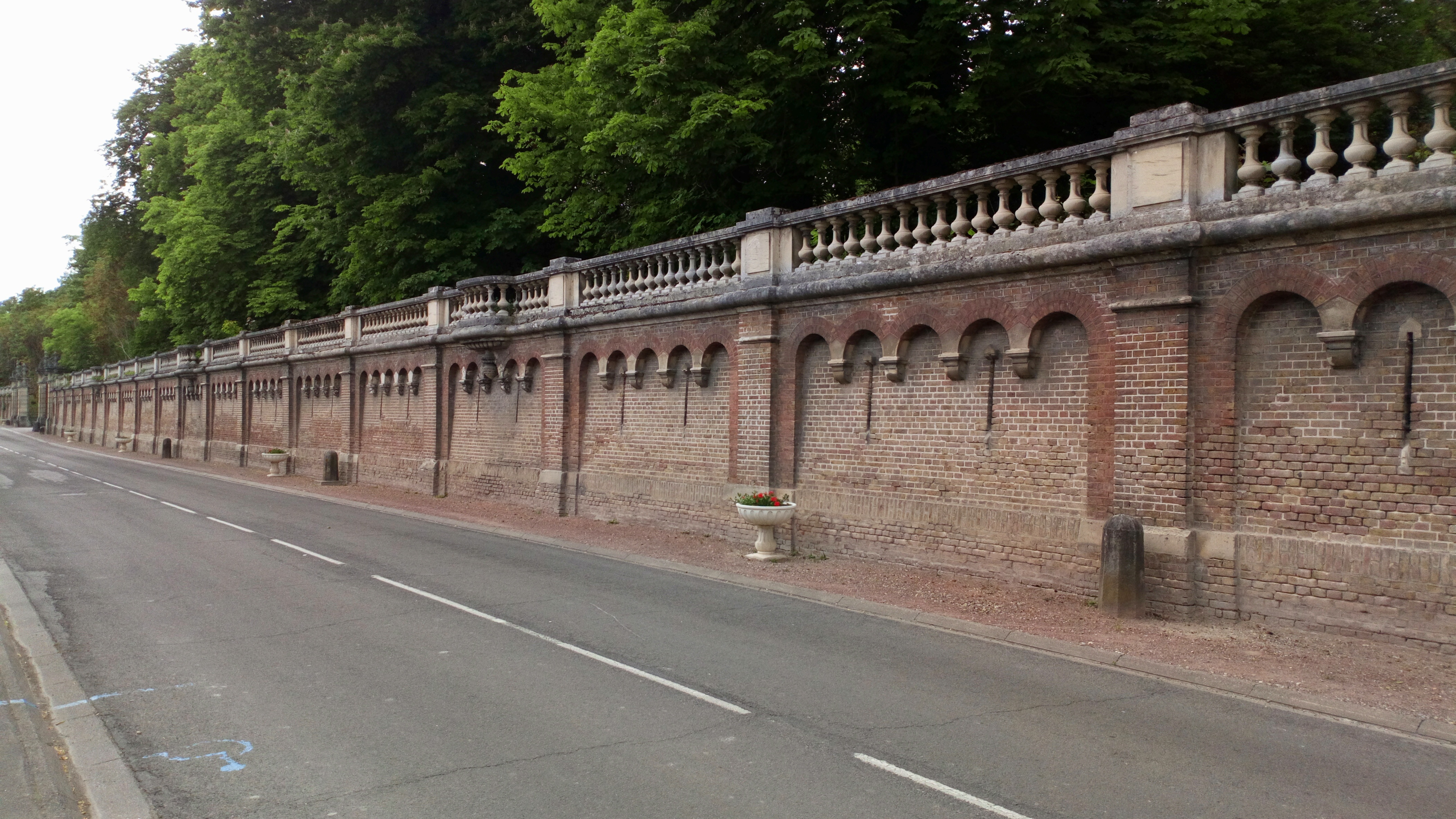
El muro balaustrado.

El desarrollo del parque ajardinado se atribuye a Adolphe Alphand. El parque paisajístico y su jardín, que han permanecido en su estado original, están protegidos como monumentos históricos por orden del 29 de julio de 2013.